# Guido's Orchestra
Guido's Orchestra is een symfonie-/poporkest, dat geleid wordt door componist, dirigent, vioolsolist, musical director en producer Guido Dieteren. Guido's Orchestra is onder meer bekend van de Symphonica in Rosso-concerten en speelde met muzikanten als Alessandro Safina, Marco Borsato en Paul de Leeuw. Het orkest bestaat uit jonge musici (gemiddeld 25 jaar) en combineert pop en klassiek.

## Biografie
In 1998 benaderde Guido Dieteren jeugdvriend en poptoetsenist Falco Borsboom om samen met hem te gaan componeren aan een nieuwe orkestproductie: Guido’s Orchestra.
In 1999 leverden orkestleden van Guido’s Orchestra een bijdrage aan Heineken NightLive, zes concerten in Ahoy, met o.a. Elvis Costello, K's Choice, Roland Gift en Toni Braxton. In 2000 studeerde Guido af als uitvoerend musicus aan het conservatorium van Maastricht. In 2001 speelt Guido’s Orchestra samen met sopraan Wendy Kokkelkoren (die hij ook in datzelfde jaar ontmoet) de eerste try-out in het Limburgse witte stadje Thorn. In de jaren daarna volgden de release van de eerste cd Guido en gezamenlijke optredens met artiesten als Alessandro Safina, Marco Borsato en Trijntje Oosterhuis
In 2006 en 2007 kreeg het poporkest landelijke bekendheid door optredens met onder anderen Marco Borsato, Paul de Leeuw, Lucie Silvas en Andrea Bocelli tijdens de Symphonica in Rosso-concertreeks. Tijdens de derde editie in september 2008 ontving Guido’s Orchestra artiesten zoals Lionel Richie, Candy Dulfer en Trijntje Oosterhuis. In 2009 deelde Guido's Orchestra het podium met Diana Ross.
Guido’s Orchestra toerde tevens met een eigen concerttour langs de grote theaters in Nederland. In 2008 was het orkest te zien met de theatertour Red Passion Live in Concert. Dat jaar verscheen tevens de cd Red Passion en de dvd Red Passion Live in Concert. In 2009 toerde Guido's Orchestra langs de grote Nederlandse theaters met Masters of Music.
In juni 2009 gaf het poporkest een groot concert op het Drielandenpunt bij Vaals en tekende orkestleider Guido Dieteren een samenwerkingscontract met PBS (Public Broadcasting Service). Het grote Amerikaanse televisienetwerk bevestigde hiermee onder meer de coast-to-coast-uitzending van de Drielandenpunt-special 'Live from the heart of Europe'.

## Red Passion
Op de in 2008 uitgebrachte cd Red Passion zijn klassieke melodieën te horen die op eigentijdse wijze gecomponeerd zijn.
Red Passion was, in samenwerking met de gemeente Heerlen, voor het eerst live te horen op het Pancratiusplein in Heerlen. Op zaterdag 8 september 2007 trad Guido's Orchestra samen met Guido's vrouw Wendy Kokkelkoren op voor duizenden bezoekers. Daarna toerde Guido's Orchestra door het land met het concert Red Passion Live in Concert en was te zien in verschillende grote theaters in Nederland, waaronder Carré en het Luxor Theater.

## Masters of Music
In 2009 stond Guido's Orchestra in verschillende grote theaters in Nederland met de concerttour 'Masters of Music'. Guido’s Orchestra bracht met deze show cross-overs van meestermusici, van Beethoven tot Jackson Five. De bekende werken zijn opnieuw gearrangeerd tot eigentijdse composities.

## Discografie

### Albums
| Album met eventuele hitnotering(en) in de Nederlandse Album Top 100 | Datum van verschijnen | Datum van binnenkomst | Hoogste positie | Aantal weken | Opmerkingen |
| ------------------------------------------------------------------- | --------------------- | --------------------- | --------------- | ------------ | ----------- |
| Guido                                                               | 01-09-2003            | -                     |                 |              |             |
| Red passion                                                         | 2008                  | 02-02-2008            | 21              | 18           |             |
| Sognare                                                             | 2010                  | 27-11-2010            | 25              | 12           | met Martin  |

### Dvd's
- Red Passion Live in Concert is de concertregistratie van het gelijknamige concert dat op 8 september 2007 plaatsvond op het Pancratiusplein in Heerlen. De dvd werd tijdens de première van de theatertour Red Passion Live in Concert op maandag 28 april 2008 overhandigd door Jan Slagter (voorzitter Omroep Max).

| Dvd's met hitnoteringen in de Nederlandse Music Top 30 | Datum van verschijnen | Datum van binnenkomst | Hoogste positie | Aantal weken | Opmerkingen |
| ------------------------------------------------------ | --------------------- | --------------------- | --------------- | ------------ | ----------- |
| Red passion                                            | 2008                  | 10-05-2008            | 4               | 10           |             |
| Live from the heart of Europe                          | 2010                  | 15-05-2010            | 22              | 3            |             |
| Live in Kerkrade                                       | 2016                  | 05-11-2016            | 10              | 15           |             |